# Laurel Valley Golf Club
De Laurel Valley Golf Club is een golfclub in de Verenigde Staten. De club werd opgericht in 1959 en bevindt zich in Ligonier, Pennsylvania. De club beschikt over een 18-holes golfbaan en werd ontworpen door de golfbaanarchitect Dick Wilson.

## Golftoernooien
Voor het golftoernooi is de lengte van de baan 6461 m met een par van 72. Voor de heren is de course rating 74,6 en de slope rating is 144.
- PGA Championship: 1965
- Ryder Cup: 1975
- US Senior Open: 1989
- National 4 Ball Championship PGA Players: 1970-1972[3]
- Marconi Pennsylvania Classic: 2001[3]
- Senior PGA Championship: 2005
- Arnold Palmer Cup: 2023